# Der Mann in Schwarz
Der Mann in Schwarz (Originaltitel: The Dark Man) ist ein britischer Kriminalfilm von Regisseur Jeffrey Dell aus dem Jahr 1951 mit Edward Underdown, Maxwell Reed, Natasha Parry und William Hartnell in den Hauptrollen. Der Film wurde von Independent Artists produziert.

## Handlung
In einer kleinen Stadt an der Südostküste am Meer geschieht ein Doppelmord. Die angehende Schauspielerin Molly Lester wird Zeugin der Tat und gerät in Lebensgefahr als der Täter „Der Mann in Schwarz“ alle Versuche unternimmt, ihrer habhaft zu werden, um sie anschließend unauffällig zu beseitigen. Inspector Jack Viner wird auf den Fall angesetzt, verliebt sich in Molly und versucht sie zu schützen. Nach dem Versuch des Täters Molly in seine Wohnung zu locken, um sie dort zu erwürgen, erwacht die hübsche junge Dame jedoch rechtzeitig aus der vom Killer verabreichten Narkose und entzieht sich seinem Zugriff. „Der Mann in Schwarz“ flieht. Der Killer wird später jedoch von Beamten und der Armee auf einem Schießstand in die Enge getrieben und durch ein Massenaufgebot von Militär, Polizeikräften und Zivilbevölkerung überwältigt.

## Kritiken
„Ein Doppelmörder versucht die Zeugin seiner Tat, eine junge Schauspielerin, zu beseitigen. Durchschnittlicher Krimi, der nur anfänglich Spannung bietet.“

## Produktionsnotizen
Die Bauten stammen von George Haslam. Jack Craig zeichnete als Maskenbildner verantwortlich, die Kostüme schneiderte Phyllis Dalton. Produktionsleiter war Jack Hicks.